# Histoire d'un crime
Histoire d'un crime er en fransk stumfilm fra 1901 af Ferdinand Zecca.